# Les Épîtres
 (novembre 2021).
La mise en forme du texte ne suit pas les recommandations de Wikipédia : il faut le « wikifier ».
Les points d'amélioration suivants sont les cas les plus fréquents. Le détail des points à revoir est peut-être précisé sur la page de discussion.
- Les titres sont pré-formatés par le logiciel. Ils ne sont ni en capitales, ni en gras.
- Le texte ne doit pas être écrit en capitales (les noms de famille non plus), ni en gras, ni en italique, ni en « petit »…
- Le gras n'est utilisé que pour surligner le titre de l'article dans l'introduction, une seule fois.
- L'italique est rarement utilisé : mots en langue étrangère, titres d'œuvres, noms de bateaux, etc.
- Les citations ne sont pas en italique mais en corps de texte normal. Elles sont entourées par des guillemets français : « et ».
- Les listes à puces sont à éviter, des paragraphes rédigés étant largement préférés. Les tableaux sont à réserver à la présentation de données structurées (résultats, etc.).
- Les appels de note de bas de page (petits chiffres en exposant, introduits par l'outil «  Source ») sont à placer entre la fin de phrase et le point final[comme ça].
- Les liens internes (vers d'autres articles de Wikipédia) sont à choisir avec parcimonie. Créez des liens vers des articles approfondissant le sujet. Les termes génériques sans rapport avec le sujet sont à éviter, ainsi que les répétitions de liens vers un même terme.
- Les liens externes sont à placer uniquement dans une section « Liens externes », à la fin de l'article. Ces liens sont à choisir avec parcimonie suivant les règles définies. Si un lien sert de source à l'article, son insertion dans le texte est à faire par les notes de bas de page.
- La présentation des références doit suivre les conventions bibliographiques. Il est recommandé d'utiliser les modèles {{Ouvrage}}, {{Chapitre}}, {{Article}}, {{Lien web}} et/ou {{Bibliographie}}. Le mode d'édition visuel peut mettre en forme automatiquement les références.
- Insérer une infobox (cadre d'informations à droite) n'est pas obligatoire pour parachever la mise en page.

Pour une aide détaillée, merci de consulter Aide:Wikification.
Si vous pensez que ces points ont été résolus, vous pouvez retirer ce bandeau et améliorer la mise en forme d'un autre article.
Les Épîtres sont l'un des sept traités du manichéisme. Il est dérivé du persan moyen ancien dēwān, qui signifie « collection de lettres ». Ils sont connus depuis longtemps parmi les écritures manichées  Ils ont été écrits à l'origine pendant les années de la mission publique de Mani dans l'Empire sassanide (environ 240-276 EC). Ils ont été rassemblés par ses disciples et sont devenus l'un des livres canoniques de la communauté manichéenne  Il servait à expliquer la doctrine et à plaider en faveur de l'exactitude du manichéisme 

## Contenu de l'Écriture
Cette écriture est collectivement appelée la « Collection de lettres ». Les titres de 76 lettres sont répertoriés dans L'Étude des groupes de livres d'Ibn Nadim. Les écrivains comprenaient Mani et ses successeurs. Le format des lettres de Mani est très similaire à celui de saint Paul, car Mani a pris la forme de Paul dans la nouvelle ère.

### Lettre cachetée
La plus célèbre des lettres manichéennes est la lettre du sceau, que Mani a écrite à ses disciples depuis la prison avant sa mort. Cette lettre est lue par les Manichéens chaque année lors de la fête du Saint-Trône. La dernière partie de la lettre en vieux persan est conservée dans le Manichean Prayer and Confession Book lu par Hennings.
". . . De mon fils bien-aimé Mar Ammo, des chers enfants qui sont avec moi. À tous les prêtres, évêques et apôtres, à tous les religieux et laïcs, aux frères et sœurs - grands et petits, pieux, parfaits, justes, à tous ceux qui ont reçu de moi l'Évangile, qui se réjouissent de mes préceptes et de mes bonnes œuvres, et qui sont fermes dans la foi et n'ont pas de doutes. Salutations à vous tous." 

### Texte copte
En Égypte, des traductions coptes de certaines épîtres ont été trouvées, mais le sort de ces traductions est inconnu pendant la Seconde Guerre mondiale. Dans les documents trouvés à Kellis, des fragments d'une collection de lettres ont également été trouvés. Gardner a publié cinq fragments de lettres :
"Mani, l'Apôtre de Jésus-Christ, et tous les autres frères qui sont avec moi - À <nom perdu> mon bien-aimé, et tous les frères qui sont avec vous, chacun selon son nom. Paix par Dieu le Père et notre seigneur Jésus-Christ, que ce soit sur toi mon bien-aimé; et qu'il te garde... toi, ton corps et ton esprit. Le Père, le Dieu de vérité. . ." 
En effet, ma bien-aimée, j'ai été obligé de vous écrire cette fois une masse de mots ; mais Dieu lui-même sait que ces jeunes gens, que vous avez envoyés et qui sont venus, m'ont trouvé dans quelque peine. Car j'étais malade... Depuis trente ans jour pour jour, je n'ai jamais été malade comme en cette occasion ; et ces jeunes gens qui étaient venus, je voulais simplement leur annoncer la nouvelle, et vous l'envoyer de bouche sans lettre. Cependant, mon cœur a été affligé par les paroles des frères qui sont malades ; à cause de cela, j'ai été moi-même oppressé, (et) dans une grande douleur, je t'ai écrit ces dix paroles pour consoler ton cœur, mon enfant. J'ai moi-même souffert... Sache donc que ces paroles que j'ai entendues dans la souffrance, toi aussi tu les reçois dans la joie et la confirmation ; et tu les comprends 
... à cause de ( ?) notre bon sauveur, notre dieu ( ?) Jésus-Christ, par le nom duquel je vous ai choisis (pl.). Je vous ai rassemblés par son espérance ; je vous ai fait tisser ensemble par son signe et par son bien ; je vous ai perfectionnés par son intelligence ; je vous ai rendus forts par <sa> foi ; je fais briller dans vos enseignements sa sagesse et sa connaissance comme le soleil. C'est à lui que revient ce nom béni et cette puissance forte. C'est lui qui peut vous bénir tous, mes enfants, mes proches. Il peut placer son amour dans votre tête ( ?), [qui ( ?)] est l'esprit de lumière. Sa grande foi, il peut la mettre dans vos pensées protectrices ; sa perfection, il peut l'établir dans vos bonnes intuitions ; sa longanimité, il peut la mettre dans vos bons conseils ; sa sagesse, il peut aussi la mettre en œuvre dans vos considérations aiguisées..
La parole que notre seigneur a proclamée par sa bouche [s'est] accomplie en moi : Celui qui mange [le sel] avec moi [a] levé le pied contre moi". Moi (l'homme) aussi, cela m'est arrivé : Celui qui mange du sel avec moi à la table du soir, avec mes vêtements sur le corps, a levé le pied contre moi, comme le ferait un ennemi à son ennemi. Toutes ces choses, je les ai subies de la part de mes enfants et de mes disciples, eux que j'ai sauvés de la servitude du monde et de la servitude du corps, tandis que je les porte de la mort du monde. Moi, toutes ces choses, je les ai endurées et souffertes en leur temps de la part d'une multitude.
Je te révèle, mon enfant, mon bien-aimé : Quiconque veut la vie, et pour ajouter de la vie à sa vie, c'est la longanimité qui l'attend ; car sans longanimité il ne pourra pas vivre. Car la longanimité a tout en elle.

### Paraphrase en latin et en chinois
En plus des affaires quotidiennes de l'Église, certaines des lettres de Mani sont également des exposés de doctrine. Dans les écrits latins d'Augustin, plus de dix fragments des Lettres fondamentales de Mani sont conservés. Ces fragments exposent principalement sur la doctrine trinitaire diachronique de la façon dont ce monde a été créé.
Des parties de cette écriture sont également citées dans le document de Dunhuang « Écriture incomplète du manichéisme » : « Le Sutra Nimman dit : « Si les Dana n'ont pas le bon dharma, la lumière pure, la sagesse vigoureuse et les bienfaits sont tous prêts dans le corps, c'est-à-dire l'homme nouveau, avec tous ses mérites et vertus. »

## Voir également
- Mani
- Manichéisme